# Диас да Коста, Алекс Родриго
Алекс Родриго Диас да Коста, более известный как Алекс (порт.-браз. Alex Rodrigo Dias da Costa; род. 17 июня 1982, Нитерой) — бразильский футболист, выступавший на позиции защитника. Известен по выступлениям за «Челси», «Пари Сен-Жермен», «Милан» и сборную Бразилии.

## Биография
Алекс начал карьеру в легендарном «Сантосе», дебютировал за основу в 2002 году. В первый же сезон помог своему клубу впервые в истории стать чемпионом Бразилии. Среди звёздного состава того «Сантоса» были такие игроки, как Диего (также начавший играть в основе в 2002 году), Элано и Робиньо. После удачного сезона мог перейти в самарские «Крылья Советов», но отказался. В 2003 году помог «Сантосу» дойти до финала Кубка Либертадорес, где бразильцы были разгромлены ставшей по итогам года лучшим клубом мира «Бокой Хуниорс».
В 2004 году «Сантос» продал Алекса в «Челси», но игрок сразу же был отдан в аренду в нидерландский ПСВ. В клубе из Эйндховена Алекс провёл три сезона и каждый раз выигрывал чемпионат страны. Кроме того, в его активе есть Кубок Нидерландов. В Лиге чемпионов 2004/05 ПСВ дошёл до полуфинала, где лишь по правилу гола, забитого на выезде, уступил «Милану».
В 2007 году, наконец, стал игроком «Челси», которому и принадлежал всё время, проведённое в Европе. В первый же сезон помог лондонцам дойти до финала Лиги чемпионов. Игрок был в заявке на финальный матч, прошедший в Москве, однако на поле не появился. В 2009 году помог «Челси» выиграть Кубок и Суперкубок Англии.
Алекс славился своим пушечным ударом. Нередко забивал голы со штрафных как в ПСВ, так и в «Челси». В частности, он забивал «Ливерпулю» в 1/4 финала Лиги чемпионов 2008/09 (матч закончился со счетом 4:4), а также лондонскому «Арсеналу» в 7-м туре Английской премьер-лиги 2010/11 (матч закончился со счетом 2:0 в пользу «Челси»).
Алекс стал игроком сборной Бразилии в 2003 году. Первым его международным турниром стал Золотой кубок КОНКАКАФ 2003, куда бразильцы были специально приглашены. Хотя КБФ послала туда состав из игроков не старше 23 лет, этот турнир был официальным и полностью признаётся ФИФА. В 2007 Алекс помог сборной выиграть очередной Кубок Америки. На Кубок конфедераций 2009 он не поехал из-за травмы.
В 2012 году французский «Пари Сен-Жермен» официально подписал защитника лондонского «Челси». За Алекса, контракт с которым подписан предположительно сроком на 3,5 года, парижане заплатили 6 млн евро.
5 июня 2014 года стал игроком клуба «Милан», перейдя в статусе свободного агента. В сезоне 2015/16 являлся основным защитником «Милана». Летом 2016 года не смог договориться с «Порту» и уже зимой 2016 года завершил карьеру.

## Статистика

### Клубная
| Клуб             | Сезон             | Чемпионат         | Чемпионат | Чемпионат | Национальный кубок | Национальный кубок | Кубок Лиги | Кубок Лиги | Еврокубки | Еврокубки | Другие | Другие | Всего | Всего |
| Клуб             | Сезон             | Лига              | Игры      | Голы      | Игры               | Голы               | Игры       | Голы       | Игры      | Голы      | Игры   | Голы   | Игры  | Голы  |
| ---------------- | ----------------- | ----------------- | --------- | --------- | ------------------ | ------------------ | ---------- | ---------- | --------- | --------- | ------ | ------ | ----- | ----- |
| Сантос           | 2002              | Серия A           | 25        | 3         | —                  | —                  | —          | —          | —         | —         | —      | —      | 25    | 3     |
| Сантос           | 2003              | Серия A           | 40        | 10        | —                  | —                  | —          | —          | —         | —         | —      | —      | 40    | 10    |
| Сантос           | 2004              | Серия A           | 13        | 1         | —                  | —                  | —          | —          | —         | —         | —      | —      | 13    | 1     |
| Сантос           | Всего за «Сантос» | Всего за «Сантос» | 78        | 14        | —                  | —                  | —          | —          | —         | —         | —      | —      | 78    | 14    |
| Челси            | 2004–05           | Премьер-лига      | 0         | 0         | 0                  | 0                  | 0          | 0          | 0         | 0         | 0      | 0      | 0     | 0     |
| → ПСВ            | 2004–05           | Эредивизи         | 27        | 3         | —                  | —                  | —          | —          | 13        | 2         | —      | —      | 40    | 5     |
| → ПСВ            | 2005–06           | Эредивизи         | 28        | 2         | —                  | —                  | —          | —          | 7         | 0         | —      | —      | 35    | 2     |
| → ПСВ            | 2006–07           | Эредивизи         | 29        | 6         | —                  | —                  | —          | —          | 8         | 2         |        |        | 37    | 8     |
| → ПСВ            | Всего «ПСВ»       | Всего «ПСВ»       | 84        | 11        | 0                  | 0                  | —          | —          | 28        | 4         | 0      | 0      | 112   | 15    |
| Челси            | 2007–08           | Премьер-лига      | 28        | 2         | 2                  | 0                  | 3          | 0          | 6         | 1         | —      | —      | 39    | 3     |
| Челси            | 2008–09           | Премьер-лига      | 24        | 2         | 6                  | 1                  | 2          | 0          | 9         | 1         | —      | —      | 41    | 4     |
| Челси            | 2009–10           | Премьер-лига      | 16        | 1         | 6                  | 0                  | 1          | 0          | 2         | 1         | 0      | 0      | 25    | 1     |
| Челси            | 2010–11           | Премьер-лига      | 15        | 2         | 0                  | 0                  | 1          | 0          | 4         | 0         | —      | —      | 20    | 2     |
| Челси            | 2011–12           | Премьер-лига      | 3         | 0         | 0                  | 0                  | 3          | 0          | 3         | 0         | —      | —      | 9     | 0     |
| Челси            | Всего за «Челси»  | Всего за «Челси»  | 86        | 7         | 14                 | 1                  | 10         | 0          | 24        | 3         | 0      | 0      | 134   | 11    |
| Пари Сен-Жермен  | 2011–12           | Лига 1            | 15        | 2         | 1                  | 0                  | 0          | 0          | —         | —         | —      | —      | 16    | 2     |
| Пари Сен-Жермен  | 2012–13           | Лига 1            | 24        | 2         | 1                  | 0                  | 0          | 0          | 9         | 2         | —      | —      | 34    | 3     |
| Пари Сен-Жермен  | 2013–14           | Лига 1            | 31        | 2         | 1                  | 0                  | 2          | 0          | 7         | 0         | 1      | 1      | 42    | 3     |
| Пари Сен-Жермен  | Всего за «ПСЖ»    | Всего за «ПСЖ»    | 70        | 6         | 3                  | 0                  | 2          | 0          | 16        | 2         | 1      | 1      | 92    | 9     |
| Милан            | 2014–15           | Серия A           | 21        | 1         | 2                  | 0                  | —          | —          | —         | —         | —      | —      | 23    | 1     |
| Милан            | 2015–16           | Серия A           | 25        | 3         | 0                  | 0                  | —          | —          | —         | —         | —      | —      | 25    | 3     |
| Милан            | Всего за «Милан»  | Всего за «Милан»  | 46        | 4         | 2                  | 0                  | —          | —          | —         | —         | —      | —      | 48    | 4     |
| Всего за карьеру | Всего за карьеру  | Всего за карьеру  | 364       | 42        | 19                 | 1                  | 12         | 0          | 68        | 9         | 2      | 1      | 465   | 53    |

## Достижения
«Сантос»
- Чемпион Серии А: 2002

ПСВ
- Чемпион Нидерландов (3): 2004/05, 2005/06, 2006/07
- Обладатель Кубка Нидерландов: 2005

«Челси»
- Чемпион Англии: 2009/10
- Обладатель Кубка Англии (2): 2009, 2010
- Обладатель Суперкубка Англии: 2009
- Финалист Лиги чемпионов УЕФА: 2007/08

«Пари Сен-Жермен»
- Чемпион Франции (2): 2012/13, 2013/14
- Обладатель Суперкубка Франции: 2013
- Обладатель Кубка французской лиги: 2013/14

Сборная Бразилии
- Обладатель Кубка Америки: 2007